# Identität von Ramanujan (Elementare Algebra)
In der Elementaren Algebra ist die Identität von Ramanujan  eine einfache Formel, welche aus den binomischen Formeln und den Regeln für das Ausmultiplizieren von Klammerausdrücken hervorgeht. Sie wird dem indischen Mathematiker Srinivasa Ramanujan zugeschrieben, der diese Formel in seinen berühmten Notebooks festhielt. Die ramanujansche Identität lässt sich auch als Lehrsatz der Dreiecksgeometrie deuten.

## Formulierung der Identität
Für zwei reelle Zahlen {\displaystyle a,b} gilt stets die Gleichung
{\displaystyle \left(a+b-{\sqrt {a^{2}+b^{2}}}\right)^{2}=2\cdot \left({\sqrt {a^{2}+b^{2}}}-a\right)\cdot \left({\sqrt {a^{2}+b^{2}}}-b\right).}

## Geometrische Deutung
Gegeben sei in der euklidischen Ebene ein rechtwinkliges Dreieck {\displaystyle ABC} mit der Hypotenuse {\displaystyle [AB]} und mit {\displaystyle [BC]} und {\displaystyle [CA]} als Katheten.
Auf {\displaystyle [AB]} seien beide Katheten mit dem Zirkel abgetragen, so dass {\displaystyle [AB]} in drei Teilstrecken {\displaystyle [AR],[RS],[SB]} zerlegt werde, wobei {\displaystyle R} zwischen {\displaystyle A} und {\displaystyle S} liege und {\displaystyle S} zwischen {\displaystyle R} und {\displaystyle B} .
Dann gilt die Gleichung:
{\displaystyle {\overline {RS}}^{2}=2\cdot {\overline {AR}}\cdot {\overline {SB}}}   .
Das bedeutet:
Das Quadrat der Länge der mittleren Teilstrecke {\displaystyle [RS]}  ist gleich dem Zweifachen des Produkts der Längen der beiden äußeren Teilstrecken {\displaystyle [AR]} und {\displaystyle [SB]} .
Mit anderen Worten:
Errichtet man das Quadrat über der mittleren Teilstrecke und bildet zugleich ein Rechteck, dessen Grundseiten in den Längen den beiden äußeren Teilstrecken entsprechen, so ist der Flächeninhalt des Quadrats gleich dem Zweifachen des Flächeninhalts des Rechtecks.